# Briga (Libye)
Briga, či Marsá al-Briga (arabsky مرسى البريقة‎, Marsá al-Burejka), je město v Libyi se 7000 obyvateli. Leží v nejjižnějším místě zálivu Velká Syrta, který je zároveň i nejjižnějším místem Středozemního moře. Ve městě se nachází ropná rafinérie a letiště.